# Randy Quaid
Randall Rudy Quaid (Houston (Texas), 1 oktober 1950), bekend als Randy Quaid, is een Amerikaans acteur en de oudere broer van acteur Dennis Quaid. Hij werd genomineerd voor zowel een Academy Award, een Golden Globe als een BAFTA Award voor The Last Detail. In 1988 schreef hij daadwerkelijk een Golden Globe op zijn naam voor de televisiefilm LBJ: The Early Years.
Quaid werd ontdekt door Peter Bogdanovich, toen hij studeerde aan de Universiteit van Houston, in Houston. In de meer dan 30 jaar dat Quaid acteert, verscheen hij inmiddels in meer dan 90 films.

Hij was voor het eerst te zien in The Last Picture Show, toen hij Jacy Farrow (Cybill Shepherd) naar het skinny dipping (naaktzwemmen) in een zwembad begeleidde. Het was de eerste van de verscheidene rollen die Quaid heeft gehad onder Bogdanovich en/of gebaseerd op werken van Larry McMurtry.
Quaid trouwde in 1989 met Evi, zijn tweede echtgenote. Hij was eerder van 1980 tot en met 1985 getrouwd met Ella Jolly, met wie hij dochter Amanda Marie kreeg. 

## Filmografie
*Exclusief dertig televisiefilms
| - Balls Out: Gary the Tennis Coach (2009) - Real Time (2008) - Goya's Ghosts (2006) - The Ice Harvest (2005) - Brokeback Mountain (2005) - Category 7: The End of the World (2005) - Paniek op de Prairie (2004, stem) - Treasure Island Kids: The Battle of Treasure Island (2004) - Category 6:Day of Destruction (2004) - Grind (2003) - Carolina (2003) - Black Cadillac (2003) - Kart Racer (2003) - Milwaukee, Minnesota (2003) - The Adventures of Pluto Nash (2002) - Frank McKlusky, C.I. (2002) - Back by Midnight (2002) - Not Another Teen Movie (2001) - The Adventures of Rocky & Bullwinkle (2000) - The Debtors (1999) - P.U.N.K.S. (1999) - The Magical Legend of the Leprechauns (1999) - Hard Rain (1998) - Bug Buster (1998) - Vegas Vacation (1997) - Get on the Bus (1996) - Kingpin (1996) - Independence Day (1996) - Last Dance (1996) - Bye Bye Love (1995) - Curse of the Starving Class (1994) - Major League II (1994) - The Paper (1994) - Freaked (1993) - Texasville (1990) | - Quick Change (1990) - Days of Thunder (1990) - Bangles Greatest Hits (1990) - Cold Dog Soup (1990) - Christmas Vacation (1989) - Martians Go Home (1989) - Bloodhounds of Broadway (1989) - Out Cold (1989) - Parents (1989) - Caddyshack II (1988) - Moving (1988) - No Man's Land (1987) - Sweet Country (1987) - The Wraith (1986) - Fool for Love (1985) - The Slugger's Wife (1985) - The Wild Life (1984) - Vacation (1983) - Heartbeeps (1981) - The Long Riders (1980) - Foxes (1980) - Midnight Express (1978) - Three Warriors (1978) - The Choirboys (1977) - Bound for Glory (1976) - The Missouri Breaks (1976) - Breakout (1975) - The Apprenticeship of Duddy Kravitz (1974) - The Last Detail (1973) - Paper Moon (1973) - Lolly-Madonna XXX (1973) - What's Up, Doc? (1972) - The Last Picture Show (1971) |